# Hoa hậu Trái Đất 2016
Hoa hậu Trái Đất 2016 là cuộc thi Hoa hậu Trái Đất lần thứ 16, được tổ chức vào ngày 29 tháng 10 năm 2016 tại Mall of Asia Arena ở Pasay, Philippines. Cuộc thi năm nay có 83 thí sinh tham gia. Trong đêm chung kết, Katherine Espín đến từ Ecuador đã trở thành chủ nhân mới của chiếc vương miện và được trao giải bởi Angelia Ong, Hoa hậu Trái Đất 2015 đến từ Philippines. Đây là lần thứ hai Ecuador giành chiến thắng tại cuộc thi này sau khi Olga Álava đăng quang năm 2011.
Từ năm nay, vương miện dành cho người chiến thắng được đánh bóng và sửa đổi bởi Công ty Kim hoàn Ramona Haar có trụ sở tại Florida, Hoa Kỳ. Chiếc vương miện này được sử dụng từ năm 2009. Sự sửa đổi, thiết kế lại nhằm để tôn lên hình dáng chung và vừa với tân Hoa hậu.

## Thông tin cuộc thi
Ngày 30 tháng 8 năm 2016, Ban tổ chức cuộc thi thông báo trên trang facebook chính thức của cuộc thi rằng cuộc thi năm nay sẽ diễn ra ở Mall of Asia Arena - một sân khấu trong nhà ở Pasay, Manila vào ngày 29 tháng 10 năm 2016. Đây là lần thứ 14 Philippines và thứ 11 Manila đăng cai tổ chức cuộc thi.

## Xếp hạng

Mall of Asia Arena, địa điểm chính thức diễn ra cuộc thi Hoa hậu Trái Đất 2016.

### Kết quả chung cuộc
| Kết quả cuối cùng           | Thí sinh |
| --------------------------- | --- |
| Hoa hậu Trái Đất 2016       | - Ecuador – Katherine Espín |
| Hoa hậu Không khí (Á hậu 1) | - Colombia – Michelle Gómez |
| Hoa hậu Nước (Á hậu 2)      | - Venezuela – Stephanie de Zorzi |
| Hoa hậu Lửa (Á hậu 3)       | - Brazil – Bruna Zanardo (Từ bỏ vương miện) |
| Hoa hậu Lửa (Á hậu 3)       | - Hoa Kỳ – Corrin Stellakis (Thay thế) |
| Top 8                       | - Nga – Aleksandra Cherepanová - Thụy Điển – Cloie Syquia Skarne - Việt Nam – Nguyễn Thị Lệ Nam Em |
| Top 16                      | - Úc – Lyndl Kean - Anh – Luissa Burton - Ý – Denise Frigo - Hàn Quốc – Lee Chae-yeung - Ma Cao – Clover Zhu - Mexico – Itzel Paola Astudillo - Bắc Ireland – Julieann McStravick - Nam Phi – Nozipho Magagula |

### Thứ tự công bố
| 1. Colombia 2. Hàn Quốc 3. Bắc Ireland 4. Ý 5. Venezuela 6. Anh 7. Brazil 8. Việt Nam 9. Nga 10. Mexico 11. Ma Cao 12. Nam Phi 13. Ecuador 14. Úc 15. Thụy Điển 16. Hoa Kỳ | 1. Việt Nam 2. Venezuela 3. Nga 4. Thụy Điển 5. Hoa Kỳ 6. Brazil 7. Colombia 8. Ecuador | 1. Ecuador 2. Brazil 3. Venezuela 4. Colombia |

### Giải thưởng đặc biệt

#### Video sinh thái ấn tượng nhất
| Kết quả     | Thí sinh                                                   |
| ----------- | ---------------------------------------------------------- |
| Chiến thắng | - Moldova – Tatiana Ovcinicová                             |
| Top 3       | - Ukraine – Alena Belová - Việt Nam – Nguyễn Thị Lệ Nam Em |

#### Chiến binh sinh thái
| Kết quả     | Thí sinh                     |
| ----------- | ---------------------------- |
| Chiến thắng | - Wales – Charlotte Hitchman |

### Bảng huy chương
| Xếp hạng | Quốc gia/Vùng lãnh thổ | Vàng | Bạc | Đồng | Tổng |
| -------- | ---------------------- | ---- | --- | ---- | ---- |
| 1        | Ecuador                | 3    | 1   | 1    | 5    |
| 2        | Mexico                 | 3    | 0   | 1    | 4    |
| 3        | Việt Nam               | 1    | 2   | 0    | 3    |
| 4        | Nga                    | 1    | 1   | 1    | 3    |
| 5        | Anh                    | 1    | 0   | 1    | 2    |
| 5        | Hoa Kỳ                 | 1    | 0   | 1    | 2    |
| 6        | Úc                     | 1    | 0   | 0    | 1    |
| 6        | Bahamas                | 1    | 0   | 0    | 1    |
| 6        | Quần đảo Cook          | 1    | 0   | 0    | 1    |
| 6        | Liban                  | 1    | 0   | 0    | 1    |
| 6        | Mông Cổ                | 1    | 0   | 0    | 1    |
| 6        | Pakistan               | 1    | 0   | 0    | 1    |
| 6        | Philippines            | 1    | 0   | 0    | 1    |
| 6        | Slovenia               | 1    | 0   | 0    | 1    |
| 6        | Thái Lan               | 1    | 0   | 0    | 1    |
| 6        | Uganda                 | 1    | 0   | 0    | 1    |
| 6        | Wales                  | 1    | 0   | 0    | 1    |
| 7        | Venezuela              | 0    | 1   | 2    | 3    |
| 8        | Bolivia                | 0    | 1   | 1    | 2    |
| 8        | Myanmar                | 0    | 1   | 1    | 2    |
| 8        | Singapore              | 0    | 1   | 1    | 2    |
| 8        | Thụy Điển              | 0    | 1   | 1    | 2    |
| 8        | Uruguay                | 0    | 1   | 1    | 2    |
| 9        | Brazil                 | 0    | 1   | 0    | 1    |
| 9        | Cộng hòa Séc           | 0    | 1   | 0    | 1    |
| 9        | Ý                      | 0    | 1   | 0    | 1    |
| 9        | Nhật Bản               | 0    | 1   | 0    | 1    |
| 9        | Nepal                  | 0    | 1   | 0    | 1    |
| 9        | Panama                 | 0    | 1   | 0    | 1    |
| 9        | Nam Phi                | 0    | 1   | 0    | 1    |
| 9        | Ukraine                | 0    | 1   | 0    | 1    |
| 9        | Zimbabwe               | 0    | 1   | 0    | 1    |
| 10       | Colombia               | 0    | 0   | 1    | 1    |
| 10       | Croatia                | 0    | 0   | 1    | 1    |
| 10       | Haiti                  | 0    | 0   | 1    | 1    |
| 10       | Hungary                | 0    | 0   | 1    | 1    |
| 10       | Indonesia              | 0    | 0   | 1    | 1    |
| 10       | Ma Cao                 | 0    | 0   | 1    | 1    |
| 10       | Nigeria                | 0    | 0   | 1    | 1    |
| 10       | Kyrgyzstan             | 0    | 0   | 1    | 1    |
| 10       | Slovakia               | 0    | 0   | 1    | 1    |

### Các phần thi
| Phần thi                                                                | Phần thi                                                                | Vàng                                                       | Bạc                                                     | Đồng                            |
| ----------------------------------------------------------------------- | ----------------------------------------------------------------------- | ---------------------------------------------------------- | ------------------------------------------------------- | ------------------------------- |
| Press Presentation (Darling of the Press)                               | Press Presentation (Darling of the Press)                               | Ecuador – Katherine Espín Philippines – Imelda Schweighart | Venezuela – Stephanie de Zorzi                          | Hoa Kỳ – Corrin Stellakis       |
| Hoa hậu Ảnh                                                             | Hoa hậu Ảnh                                                             | Việt Nam – Nguyễn Thị Lệ Nam Em                            | Myanmar – Nan Khine Shwe Wahwin                         | Venezuela – Stephanie de Zorzi  |
| Hoa hậu Thân thiện                                                      | Hoa hậu Thân thiện                                                      | Bahamas – Candisha Rolle                                   | Singapore – Manuela Bruntraeger                         | Myanmar – Nan Khine Shwe Wahwin |
|                                                                         |                                                                         |                                                            |                                                         |                                 |
| Du lịch sinh thái & Hội thảo về môi trường: Thử thách giữa các châu lục | Du lịch sinh thái & Hội thảo về môi trường: Thử thách giữa các châu lục | Châu Phi                                                   | Nam Mỹ                                                  | Châu Âu                         |
|                                                                         |                                                                         |                                                            |                                                         |                                 |
| Trang phục dạ hội                                                       |                                                                         |                                                            |                                                         |                                 |
| Nhóm 1                                                                  | Mexico – Itzel Astudillo                                                | Việt Nam – Nguyễn Thị Lệ Nam Em                            | Bolivia – Eliana Pamela Villegas                        |                                 |
| Nhóm 2                                                                  | Nga – Aleksandra Cherepanová                                            | Ý – Denise Frigo                                           | Thụy Điển – Cloie Skarne                                |                                 |
| Nhóm 3                                                                  | Ecuador – Katherine Espín                                               | Panama – Virginia Hernández                                | Singapore – Manuela Bruntraeger                         |                                 |
|                                                                         |                                                                         |                                                            |                                                         |                                 |
| Trang phục biển                                                         |                                                                         |                                                            |                                                         |                                 |
| Nhóm 1                                                                  | Úc – Lyndl Kean                                                         | Ukraine – Alena Belová                                     | Mexico – Itzel Astudillo                                |                                 |
| Nhóm 2                                                                  | Liban – Carole Kahwagi                                                  | Nepal – Roshni Khatri                                      | Nga – Aleksandra Cherepanová                            |                                 |
| Nhóm 3                                                                  | Ecuador – Katherine Espín                                               | Uruguay – Valeria Barrios                                  | Venezuela – Stephanie de Zorzi                          |                                 |
|                                                                         |                                                                         |                                                            |                                                         |                                 |
| Áo tắm                                                                  |                                                                         |                                                            |                                                         |                                 |
| Nhóm 1                                                                  | Mexico – Itzel Astudillo                                                | Brazil – Bruna Zanardo                                     | Croatia – Nera Torlak                                   |                                 |
| Nhóm 2                                                                  | Hoa Kỳ – Corrin Stellakis                                               | Nga – Aleksandra Cherepanová                               | Colombia – Michelle Gómez                               |                                 |
| Nhóm 3                                                                  | Wales – Charlotte Hitchman                                              | Ecuador – Katherine Espín                                  | Uruguay – Valeria Barrios Slovakia – Kristína Šulová    |                                 |
|                                                                         |                                                                         |                                                            |                                                         |                                 |
| Tài năng                                                                |                                                                         |                                                            |                                                         |                                 |
| Nhóm 1                                                                  | Quần đảo Cook – Allanah Herman - Edgar                                  | Việt Nam – Nguyễn Thị Lệ Nam Em                            | Macau – Clover Zhu                                      |                                 |
| Nhóm 2                                                                  | Pakistan – Anzhelika Tahir Slovenia – Maja Ana Strnad                   | Zimbabwe – Sharon Enkromelle                               | Anh – Luissa Burton                                     |                                 |
| Nhóm 3                                                                  | Mông Cổ – Enkhbor Azbileg                                               | Cộng hòa Séc – Kristýna Kubíčková                          | Haiti – Valierie Alcide                                 |                                 |
|                                                                         |                                                                         |                                                            |                                                         |                                 |
| Trang phục dân tộc                                                      |                                                                         |                                                            |                                                         |                                 |
| Châu Phi                                                                | Uganda – Priscilla Achieng                                              | Nam Phi – Nozipho Magagula                                 | Nigeria – Chioma Precious Obiadi                        |                                 |
| Châu Mỹ                                                                 | Mexico – Itzel Astudillo                                                | Bolivia – Eliana Villegas                                  | Ecuador – Katherine Espín                               |                                 |
| Châu Á-Thái Bình Dương                                                  | Thái Lan – Atcharee Buakhiao                                            | Nhật Bản – Ami Hachiya                                     | Indonesia – Luisa Andrea Soemitha                       |                                 |
| Châu Âu                                                                 | Anh – Luissa Burton                                                     | Thụy Điển – Cloie Skarne                                   | Kyrgyzstan – Begim Almasbeková Hungary – Eszter Oczella |                                 |

### Giải thưởng từ nhà tài trợ
| Giải thưởng                          | Thí sinh                               |
| ------------------------------------ | -------------------------------------- |
| Miss Gubat                           | - Bolivia – Eliana Villegas            |
| Miss Boardwalk                       | - Colombia – Michelle Gómez            |
| Marco Polo: Star of the Night        | - Ecuador – Katherine Espín            |
| Miss Phoenix Petroleum               | - Ecuador – Katherine Espín            |
| Miss Bulusan                         | - Ma Cao – Clover Zhu                  |
| Miss Irosin                          | - Mexico – Itzel Astudillo             |
| Miss Prieto Diaz                     | - Bắc Ireland – Julieann McStravick    |
| Miss Rotary Best Body                | - Ecuador – Katherine Espín            |
| Miss Boracay Body                    | - Colombia – Michelle Gómez            |
| Best in Resorts Wear by Jhong Sudlon | - Đan Mạch – Klaudia Parsberg          |
| Miss Mövenpick Resort & Spa Boracay  | - Thụy Điển – Cloie Skarne             |
| Miss Earth Yoshinoya                 | - Mexico – Itzel Astudillo             |
| Miss Earth R.O.X.                    | - Bosna và Hercegovina – Ivana Perišić |
| Miss Versailles                      | - Ma Cao – Clover Zhu                  |
| Miss Glutamax                        | - Mexico – Itzel Astudillo             |
| Miss Ysa                             | - Mexico – Itzel Astudillo             |
| Gương mặt của thế kỷ                 | - Thụy Điển – Cloie Skarne             |

### Miss Earth-Hannah's
Một sự kiện nhỏ đã được tổ chức và 10 thí sinh đã được chọn để tham gia. Đây là kết quả:
| Kết quả                    | Thí sinh |
| -------------------------- | --- |
| Miss Earth-Hannah's 2016   | - Ecuador – Katherine Espín |
| Á hậu 1                    | - Hoa Kỳ – Corrin Stellakis |
| Á hậu 2                    | - Philippines – Imelda Schweighart |
| Trình diễn áo tắm đẹp nhất | - Hoa Kỳ – Corrin Stellakis |
| Trang phục dạ hội đẹp nhất | - Ecuador – Katherine Espín |
| Top 10                     | - Colombia – Michelle Gómez - Guadeloupe – Méghan Monrose - Hàn Quốc – Chae-Yeung Lee - Mexico – Itzel Astudillo - New Zealand – Janelle Nicholas-Wright - Suriname – Svetoisckia Brunswijk - Việt Nam – Nguyễn Thị Lệ Nam Em |

### Miss Earth-Barcelona
Một buổi trình diễn thời trang đặc biệt đã được tổ chức ở Barcelona, Sorsogon. 27 thí sinh được chọn (Nhóm 1) đã tham gia. Đây là kết quả:
| Kết quả                    | Thí sinh                               |
| -------------------------- | -------------------------------------- |
| Miss Earth-Barcelona 2016  | - Bosna và Hercegovina – Ivana Perišić |
| Trang phục dạ hội đẹp nhất | - Bắc Ireland – Julieann McStravick    |
| Best in Production Number  | - Mexico – Itzel Astudillo             |

## Phần ứng xử hay nhất
Câu hỏi trong phần thi ứng xử của Hoa hậu Trái Đất 2016: "Hiệp định Paris về biến đổi khí hậu là một hiệp định quốc tế lịch sử, nhằm hạn chế sự nóng lên toàn cầu xuống dưới 1,5 độ C. Nếu bạn trở thành Hoa hậu Trái Đất 2016, bạn sẽ làm gì để bảo vệ mẹ Trái Đất khỏi sự thay đổi của khí hậu?"
Câu trả lời của Hoa hậu Trái Đất 2016: "Tôi thực sự tin vào 5 chữ R (5 điều bắt đầu là chữ R), đó là Nghĩ lại, Cắt giảm, Tái sử dụng, Tái chế và Tôn trọng. Bởi vì tôi tin rằng, nếu như con người có thể áp dụng được các điều này vào cuộc sống hằng ngày, chúng ta có thể thay đổi và sẽ giảm bớt được những vấn đề mà chúng ta đề cập tới. Nếu chúng ta áp dụng điều đó mỗi ngày, tôi tin rằng chúng ta có thể cứu vãn nơi chúng ta sống, nơi mà chúng ta gọi là mẹ Trái Đất". - Katherine Espín, đại diện của Ecuador.

## Dẫn chương trình
- Marc Saw Nelson
- Rovilson Fernandez

## Thí sinh
Cuộc thi có 83 thí sinh tranh tài:
| Quốc gia/Lãnh thổ    | Thí sinh                  | Tuổi | Chiều cao               | Quê quán               |
| -------------------- | ------------------------- | ---- | ----------------------- | ---------------------- |
| Argentina            | Lara Bochle               | 21   | 1,73 m (5 ft 8 in)      | Carlos Pellegrini      |
| Úc                   | Lyndl Kean                | 26   | 1,79 m (5 ft 10+1⁄2 in) | Woronora               |
| Áo                   | Kimberly Budinsky         | 21   | 1,70 m (5 ft 7 in)      | Baden bei Wien         |
| Bahamas              | Candisha Rolle            | 23   | 1,79 m (5 ft 10+1⁄2 in) | Nassau                 |
| Bỉ                   | Fenne Verrecas            | 19   | 1,78 m (5 ft 10 in)     | Bruges                 |
| Belize               | Chantae Chanice Guy       | 24   | 1,78 m (5 ft 10 in)     | Belmopan               |
| Bolivia              | Eliana Villegas           | 23   | 1,75 m (5 ft 9 in)      | Cochabamba             |
| Bosna và Hercegovina | Ivana Perišić             | 21   | 1,78 m (5 ft 10 in)     | Banja Luka             |
| Brazil               | Bruna Zanardo             | 24   | 1,79 m (5 ft 10+1⁄2 in) | Laranjal Paulista      |
| Canada               | Tamara Jemuovic           | 22   | 1,75 m (5 ft 9 in)      | Toronto                |
| Chile                | Tiare Fuentes             | 20   | 1,73 m (5 ft 8 in)      | Puerto Varas           |
| Trung Quốc           | Xiaohan Gang              | 20   | 1,70 m (5 ft 7 in)      | Bảo Sơn                |
| Đài Bắc Trung Hoa    | Joanne Peng               | 21   | 1,69 m (5 ft 6+1⁄2 in)  | Đài Bắc                |
| Colombia             | Michelle Gómez            | 24   | 1,81 m (5 ft 11+1⁄2 in) | Sumapaz                |
| Quần đảo Cook        | Allanah Herman-Edgar      | 22   | 1,68 m (5 ft 6 in)      | Titikaveka             |
| Croatia              | Nera Torlak               | 18   | 1,84 m (6 ft 1⁄2 in)    | Baška Voda             |
| Síp                  | María Cósta               | 24   | 1,75 m (5 ft 9 in)      | Nicosia                |
| Cộng hòa Séc         | Kristýna Kubíčková        | 18   | 1,68 m (5 ft 6 in)      | Ostrava                |
| Đan Mạch             | Klaudia Parsberg          | 25   | 1,75 m (5 ft 9 in)      | Vejle                  |
| Cộng hòa Dominican   | Nicole Jimeno             | 22   | 1,70 m (5 ft 7 in)      | Valverde               |
| Ecuador              | Katherine Espín           | 24   | 1,72 m (5 ft 7+1⁄2 in)  | La Troncal             |
| Anh                  | Luissa Burton             | 26   | 1,76 m (5 ft 9+1⁄2 in)  | Worcestershire         |
| Ghana                | Deborah Eyram Dodor       | 21   | 1,74 m (5 ft 8+1⁄2 in)  | Kaneshie               |
| Guadeloupe           | Méghan Monrose            | 22   | 1,70 m (5 ft 7 in)      | Saint-Claude           |
| Guam                 | Gloria Asunción Nelson    | 19   | 1,73 m (5 ft 8 in)      | Barrigada              |
| Guatemala            | Stephanie Sical           | 21   | 1,67 m (5 ft 5+1⁄2 in)  | Quetzaltenango         |
| Haiti                | Valierie Alcide           | 21   | 1,76 m (5 ft 9+1⁄2 in)  | Pétion-Ville           |
| Hungary              | Eszter Oczella            | 23   | 1,75 m (5 ft 9 in)      | Budapest               |
| Ấn Độ                | Rashi Yadav               | 21   | 1,76 m (5 ft 9+1⁄2 in)  | New Delhi              |
| Indonesia            | Luisa Andrea Soemitha     | 21   | 1,68 m (5 ft 6 in)      | Semarang               |
| Iraq                 | Suzan Amer Sulaimani      | 21   | 1,71 m (5 ft 7+1⁄2 in)  | Sulaymaniyah           |
| Israel               | Meera Kahli               | 20   | 1,71 m (5 ft 7+1⁄2 in)  | Tarshiha               |
| Ý                    | Denise Frigo              | 22   | 1,76 m (5 ft 9+1⁄2 in)  | Roana                  |
| Nhật Bản             | Ami Hachiya               | 24   | 1,68 m (5 ft 6 in)      | Tokyo                  |
| Kenya                | Grace Wanene              | 23   | 1,70 m (5 ft 7 in)      | Laikipia               |
| Hàn Quốc             | Lee Chae-Yeung            | 19   | 1,76 m (5 ft 9+1⁄2 in)  | Seoul                  |
| Kyrgyzstan           | Begim Almasbeková         | 19   | 1,70 m (5 ft 7 in)      | Bishkek                |
| Liban                | Carole Kahwagi            | 22   | 1,70 m (5 ft 7 in)      | Zgharta                |
| Ma Cao               | Clover Zhu                | 20   | 1,78 m (5 ft 10 in)     | Thượng Hải             |
| Malaysia             | Venisa Judah              | 19   | 1,70 m (5 ft 7 in)      | Sandakan               |
| Malta                | Natalya Galdes            | 22   | 1,70 m (5 ft 7 in)      | Sliema                 |
| Mauritius            | Amber Korimdun            | 21   | 1,67 m (5 ft 5+1⁄2 in)  | Pamplemousses District |
| Mexico               | Itzel Paola Astudillo     | 21   | 1,73 m (5 ft 8 in)      | Tuxtla Gutiérrez       |
| Moldova              | Tatiana Ovcinicová        | 18   | 1,77 m (5 ft 9+1⁄2 in)  | Chisinau               |
| Mông Cổ              | Enkhbor Azbileg           | 24   | 1,68 m (5 ft 6 in)      | Ulaanbaatar            |
| Myanmar              | Nan Khine Shwe Wahwin     | 18   | 1,64 m (5 ft 4+1⁄2 in)  | Kayin                  |
| Namibia              | Elize Shakalela           | 25   | 1,70 m (5 ft 7 in)      | Tsumeb                 |
| Nepal                | Roshni Khatri             | 20   | 1,76 m (5 ft 9+1⁄2 in)  | Lalitpur               |
| Hà Lan               | Deborah van Hemert        | 21   | 1,76 m (5 ft 9+1⁄2 in)  | Heinkenszand           |
| New Zealand          | Janelle Nicholas-Wright   | 25   | 1,74 m (5 ft 8+1⁄2 in)  | Te Atatu Peninsula     |
| Nigeria              | Chioma Precious Obiadi    | 21   | 1,85 m (6 ft 1 in)      | Awka                   |
| Bắc Ireland          | Julieann McStravick       | 19   | 1,75 m (5 ft 9 in)      | Stoneyford             |
| Pakistan             | Anzhelika Tahir           | 22   | 1,74 m (5 ft 8+1⁄2 in)  | Sheikhupura            |
| Palestine            | Natalie Rantissi          | 18   | 1,64 m (5 ft 4+1⁄2 in)  | Ramallah               |
| Panama               | Virginia Hernández        | 26   | 1,72 m (5 ft 7+1⁄2 in)  | Thành phố Panama       |
| Paraguay             | Vanessa Alexandra Ramirez | 21   | 1,74 m (5 ft 8+1⁄2 in)  | Areguá                 |
| Peru                 | Brunella Fossa Palma      | 25   | 1,74 m (5 ft 8+1⁄2 in)  | Piura                  |
| Philippines          | Imelda Schweighart        | 21   | 1,70 m (5 ft 7 in)      | Puerto Princesa        |
| Ba Lan               | Magdalena Kucharska       | 24   | 1,75 m (5 ft 9 in)      | Brzozowa               |
| Bồ Đào Nha           | Alexandra Marcenco        | 18   | 1,70 m (5 ft 7 in)      | Sintra                 |
| Réunion              | Méli Shèryam Gastrin      | 22   | 1,70 m (5 ft 7 in)      | Saint-Louis            |
| Romania              | Crina Stîncă              | 26   | 1,78 m (5 ft 10 in)     | Briceni                |
| Nga                  | Aleksandra Cherepanová    | 19   | 1,79 m (5 ft 10+1⁄2 in) | Vladivostok            |
| Serbia               | Teodora Janković          | 18   | 1,80 m (5 ft 11 in)     | Kaludjerica            |
| Sierra Leone         | Josephine Kamara          | 23   | 1,67 m (5 ft 5+1⁄2 in)  | Freetown               |
| Singapore            | Manuela Bruntraeger       | 23   | 1,70 m (5 ft 7 in)      | Thành phố Singapore    |
| Slovakia             | Kristína Šulová           | 22   | 1,65 m (5 ft 5 in)      | Banská Bystrica        |
| Slovenia             | Maja Ana Strnad           | 23   | 1,73 m (5 ft 8 in)      | Ljubljana              |
| Nam Phi              | Nozipho Magagula          | 21   | 1,73 m (5 ft 8 in)      | Irene                  |
| Sri Lanka            | Dimanthi Edirirathna      | 20   | 1,77 m (5 ft 9+1⁄2 in)  | Colombo                |
| Suriname             | Svetoisckia Brunswijk     | 19   | 1,72 m (5 ft 7+1⁄2 in)  | Paramaribo             |
| Thụy Điển            | Cloie Syquia Skarne       | 22   | 1,70 m (5 ft 7 in)      | Djursholm              |
| Thụy Sĩ              | Manuela Oppikofer         | 25   | 1,68 m (5 ft 6 in)      | Lausanne               |
| Thái Lan             | Atcharee Buakhiao         | 20   | 1,72 m (5 ft 7+1⁄2 in)  | Chiang Mai             |
| Uganda               | Priscilla Achieng         | 23   | 1,75 m (5 ft 9 in)      | Tororo                 |
| Ukraine              | Alena Belová              | 21   | 1,71 m (5 ft 7+1⁄2 in)  | Vinnytsia              |
| Uruguay              | Valeria Barrios           | 21   | 1,72 m (5 ft 7+1⁄2 in)  | Salto                  |
| Hoa Kỳ               | Corrin Stellakis          | 19   | 1,73 m (5 ft 8 in)      | Bridgeport             |
| Venezuela            | Stephanie de Zorzi        | 23   | 1,76 m (5 ft 9+1⁄2 in)  | Turmero                |
| Việt Nam             | Nguyễn Thị Lệ Nam Em      | 20   | 1,72 m (5 ft 7+1⁄2 in)  | Tiền Giang             |
| Wales                | Charlotte Hitchman        | 19   | 1,72 m (5 ft 7+1⁄2 in)  | Neath                  |
| Zambia               | Katrina Ketty Kabaso      | 25   | 1,72 m (5 ft 7+1⁄2 in)  | Lusaka                 |
| Zimbabwe             | Sharon Enkromelle Andrew  | 22   | 1,66 m (5 ft 5+1⁄2 in)  | Harare                 |

## Các nhóm
| Các nhóm    | Quốc gia/Vùng lãnh thổ | Quốc gia/Vùng lãnh thổ | Quốc gia/Vùng lãnh thổ | Quốc gia/Vùng lãnh thổ | Quốc gia/Vùng lãnh thổ |
| Nhóm 1      |                        |                        |                        |                        |                        |
| ----------- | ---------------------- | ---------------------- | ---------------------- | ---------------------- | ---------------------- |
| Nhóm 1      | Argentina              | Úc                     | Bahamas                | Bỉ                     | Bolivia                |
| Nhóm 1      | Bosna và Hercegovina   | Brazil                 | Quần đảo Cook          | Croatia                | Ghana                  |
| Nhóm 1      | Guadeloupe             | Guam                   | Ấn Độ                  | Kyrgyzstan             | Ma Cao                 |
| Nhóm 1      | Malaysia               | Malta                  | Mexico                 | Namibia                | Bắc Ireland            |
| Nhóm 1      | Bồ Đào Nha             | Réunion                | Suriname               | Thụy Sĩ                | Ukraine                |
| Nhóm 1      | Việt Nam               | Zambia                 |                        |                        |                        |
|             |                        |                        |                        |                        |                        |
| Nhóm 2      |                        |                        |                        |                        |                        |
| Belize      | Chile                  | Đài Bắc Trung Hoa      | Colombia               | Síp                    |                        |
| Đan Mạch    | Cộng hòa Dominican     | Anh                    | Hungary                | Iraq                   |                        |
| Ý           | Nhật Bản               | Liban                  | Mauritius              | Moldova                |                        |
| Myanmar     | Nepal                  | New Zealand            | Nigeria                | Pakistan               |                        |
| Palestine   | Peru                   | Romania                | Nga                    | Slovenia               |                        |
| Sri Lanka   | Thụy Điển              | Hoa Kỳ                 | Zimbabwe               |                        |                        |
|             |                        |                        |                        |                        |                        |
| Nhóm 3      |                        |                        |                        |                        |                        |
| Áo          | Canada                 | Trung Quốc             | Cộng hòa Séc           | Ecuador                |                        |
| Guatemala   | Haiti                  | Indonesia              | Israel                 | Kenya                  |                        |
| Hàn Quốc    | Mông Cổ                | Hà Lan                 | Panama                 | Paraguay               |                        |
| Philippines | Ba Lan                 | Serbia                 | Sierra Leone           | Singapore              |                        |
| Slovakia    | Nam Phi                | Thái Lan               | Uganda                 | Uruguay                |                        |
| Venezuela   | Wales                  |                        |                        |                        |                        |

## Thông tin về các cuộc thi quốc gia

### Tham gia lần đầu
- Iraq
- Kyrgyzstan
- Palestine

### Sự trở lại
Tham dự lần cuối vào năm 2012:
- Quần đảo Cook
- Moldova
- Việt Nam

Tham dự lần cuối vào năm 2013:
- Ma Cao
- Serbia
- Sierra Leone

Tham dự lần cuối vào năm 2014:
- Đài Bắc Trung Hoa
- Haiti
- Namibia
- Nigeria
- Pakistan
- Zambia
- Zimbabwe

### Bỏ cuộc
- Aruba
- Costa Rica
- Cộng hòa Tự trị Krym
- Cộng hòa Dân chủ Congo
- El Salvador
- Ai Cập
- Fiji
- Pháp
- Honduras
- Ireland
- Na Uy
- Scotland
- Trinidad và Tobago
- Thổ Nhĩ Kỳ

### Không tham dự
- Armenia – Mariam Melyan
- Bulgaria – Ines Petrová
- Costa Rica – Brenda Muñoz
- Đức – Lena Bröder
- Kosovo – Andina Pura
- New Caledonia – Camille Sirot
- Tây Ban Nha – Nazaret Lamarca López

### Chỉ định
- Belize – Chantae Chanice Guy được chỉ định là đại diện cho quốc gia này bởi Michael Arnold, người nắm quyền nhượng quyền của Tổ chức Hoa hậu Trái Đất ở Belize.
- Brazil – Bruna Zanardo được chọn là Hoa hậu Trái Đất Brazil 2016 bởi Tổ chức Look Top Beauty Events, tổ chức nắm quyền Hoa hậu Trái Đất ở Brazil.
- Croatia – Nera Torlak được chọn là đại diện cho Croatia bởi Drago Gavranovic. Cô được trao vương miện Hoa hậu Lửa ở cuộc thi Hoa hậu Trái Đất Croatia 2016.
- Ecuador – Katherine Espín được chọn là Hoa hậu Trái Đất Ecuador 2016 bởi Diosas Escuela de Misses, Tổ chức nắm quyền Hoa hậu Trái Đất ở Ecuador.
- Iraq – Suzan Amer được chỉ định là Hoa hậu Trái Đất Iraq 2016 bởi Iraqi Beauty Pageants, Tổ chức nắm quyền cuộc thi tại Iraq. Cô là Á hậu 2 tại cuộc thi Hoa hậu Iraq 2015.
- Kenya – Grace Wanene được chỉ định là Hoa hậu Trái Đất Kenya 2016 bởi Tổ chức Hoa hậu Kenya, Tổ chức có quyền gửi thí sinh đại diện cho quốc gia này đến Hoa hậu Trái Đất.
- Kyrgyzstan – Begim Almasbeková được chọn là đại diện cho Kyrgyzstan sau khi đạt danh hiệu Á hậu 2 tại Hoa hậu Kyrgyzstan 2016.
- Mông Cổ – Enkhbor Azbileg được chỉ định là Hoa hậu Trái Đất Mông Cổ 2016 bởi Hiệp hội Du lịch Hoa hậu Mông Cổ, Chủ sở hữu nhượng quyền của Hoa hậu Trái Đất tại Mông Cổ.
- Panama – Virginia Hernández được chỉ định làm Hoa hậu Trái Đất Panama 2016 bởi Hoa hậu Hoàn vũ 2002 Justine Pasek và Cesar Anel Rodríguez, Giám đốc quốc gia của Hoa hậu Trái Đất ở Panama.
- Ba Lan – Magdalena Kucharska được chỉ định là đại diện cho Ba Lan bởi Serafina Makowska, chủ sở hữu nhượng quyền của Hoa hậu Trái Đất tại quốc gia này.
- Suriname – Svetoisckia Brunswijk được chọn là đại diện cho Suriname bởi Tropical Beauties Suriname, Tổ chức nắm quyền nhượng quyền của Hoa hậu Trái Đất ở Suriname.
- Thái Lan – Atcharee Buakhiao được trao quyền tham gia cuộc thi. Cô là Á hậu 1 của cuộc thi Hoa hậu Hoàn vũ Thái Lan 2016.
- Venezuela – Stephanie de Zorzi được chỉ định là Hoa hậu Trái Đất Venezuela 2016 ở buổi casting được tổ chức bởi Alyz Henrich, Hoa hậu Trái Đất 2013, Giám đốc mới của Tổ chức Hoa hậu Trái Đất Venezuela sau khi Tổ chức Hoa hậu Venezuela đưa ra thông báo ngừng việc chọn thí sinh đi thi Hoa hậu Trái Đất kể từ năm nay. Stephanie là Hoa hậu Trái Đất Venezuela 2013 và sẽ tham dự Hoa hậu Trái Đất 2014 nhưng bị tước quyền vì cân nặng của cô vượt mức cho phép. Cuối cùng, Maira Alexandra Rodríguez - Hoa hậu Trái Đất Venezuela 2014, đại diện ban đầu tại Hoa hậu Trái Đất 2015 đã thay thế cô và cũng đoạt vương miện Hoa hậu Nước. Phiên bản đầu tiên của Hoa hậu Trái Đất Venezuela sẽ được tổ chức vào năm sau.
- Việt Nam – Nguyễn Thị Lệ Nam Em được chỉ định là Hoa hậu Trái Đất Việt Nam 2016 bởi Helios Media, Giám đốc quốc gia mới của tổ chức Hoa hậu Trái Đất ở Việt Nam. Cô là Hoa khôi Đồng bằng sông Cửu Long 2015. Ban đầu, Hoa hậu Việt Nam 2014 Nguyễn Cao Kỳ Duyên nhận được lời mời tham gia cuộc thi của Ban tổ chức nhưng cô không thể tham gia không rõ lý do.

### Thay thế
- Đan Mạch – Alexandria Eissinger được thay thế bởi Klaudia Parsberg không rõ lý do.
- Réunion – Elsa Técher, Hoa hậu Trái Đất Réunion 2016 được thay thế bởi Méli Shèryam Gastrin không rõ lý do.

### Tham gia nhiều cuộc thi
Các thí sinh tham dự các cuộc thi khác:
| Hoa hậu Hoàn vũ - 2017: Singapore – Manuela Bruntraeger - 2021: Canada – Tamara Jemuovic Hoa hậu Thế giới - 2012: Belize – Chantae Chanice Guy - 2013: Panama – Virginia Hernández Hoa hậu Quốc tế - 2013: Guadeloupe – Méghan Monrose - 2022: Hoa Kỳ – Corrin Stellakis (Hoa hậu Quốc tế Châu Mỹ) Hoa hậu Liên lục địa - 2015: Romania – Crina Stinca (đại diện cho Moldova) Miss United Continents - 2012: Belize – Chantae Chanice Guy - 2014: Argentina – Lara Bochle Hoa hậu Hòa bình Quốc tế - 2015: Suriname – Svetoisckia Brunswijk - 2017: Uganda – Priscilla Achieng Nữ hoàng Du lịch Quốc tế - 2015: Romania – Crina Stinca (đại diện cho Moldova) Reinado Internacional del Café - 2013: Ecuador – Katherine Espín Hoa hậu Bikini Hoàn vũ - 2015: Ecuador – Katherine Espín (Á hậu 1) Hoa hậu Hoàn cầu Quốc tế - 2016: Bolivia – Eliana Villegas - 2016: Ba Lan – Magdalena Kucharska Siêu mẫu Thế giới - 2014: Bỉ – Fenne Verrecas (Top 16) - 2015: Romania – Crina Stinca (đại diện cho Moldova) Hoa hậu Sinh viên Thế giới - 2010: Panama – Virginia Hernández - 2016: Pakistan – Anzhelika Tahir (Á hậu 2) Hoa hậu Siêu tài năng Thế giới - 2016: Pakistan – Anzhelika Tahir (Á hậu 2) - 2016: Ba Lan – Magdalena Kucharska (Trình diễn áo tắm đẹp nhất) Princess of the World - 2014: Bỉ – Fenne Verrecas Most Beautiful Girl in the World - 2017: Ba Lan – Magdalena Kucharska (Á hậu 1) Hoa hậu Sinh thái Quốc tế - 2017: Bỉ – Fenne Verrecas (Á hậu 2) - 2017: Pakistan – Anzhelika Tahir (Á hậu 1) |

## Phát sóng trên thế giới
- Livestream trực tiếp: Rappler
- Afghanistan: Star World
- Úc: The Filipino Channel
- Bangladesh: Star World
- Canada: The Filipino Channel
- Trung Quốc: Star World
- Colombia: Canal Uno
- Hồng Kông: STAR World
- Hungary: The Filipino Channel
- Ấn Độ: Star World
- Indonesia: STAR World
- Nhật Bản: The Filipino Channel
- Ma Cao: Star World
- Malaysia: Star World
- Maldives: Star World
- Liên đoàn Ả Rập: Star World
- Myanmar: Star World
- Nepal: Star World
- Hà Lan: The Filipino Channel
- Pakistan: Star World
- Papua New Guinea: Star World
- Philippines: ABS-CBN, Star World
- Singapore: Star World
- Sri Lanka: Star World
- Suriname: SCCN Channel 17
- Đài Bắc Trung Hoa: Star World
- Thái Lan: Star World
- Hoa Kỳ: The Filipino Channel
- Việt Nam: STAR World